# Pandemia di COVID-19 in Norvegia
La pandemia di COVID-19 in Norvegia fa parte della pandemia mondiale della malattia da coronavirus 2019 (COVID-19) causata dalla sindrome respiratoria acuta grave coronavirus 2 (SARS-CoV-2). Il 25 febbraio 2020 è stata confermata la diffusione del virus in Norvegia. Il numero di casi è aumentato rapidamente durante il mese di marzo, rendendo così necessarie una serie di misure di sicurezza volte a raggiungere la distanza fisica da introdurre il 12 marzo. La prima morte attribuita a COVID-19 è stata documentata lo stesso giorno. La maggior parte dei casi confermati che sono stati rintracciati al di fuori della Norvegia erano turisti norvegesi di ritorno dall'Austria e dall'Italia.
Al 1º gennaio 2023, la Norvegia ha eseguito 11 002 430 test e segnalato 1 475 077 casi confermati e 4 571 decessi. Un consulente senior dell'Istituto norvegese di sanità pubblica ha affermato che uno dei motivi principali per cui il tasso di mortalità era significativamente inferiore rispetto ad altri paesi europei (come Italia, Spagna, Regno Unito) è stato l'elevato numero di test eseguiti in Norvegia.
Il 5 maggio 2023, l'Organizzazione mondiale della sanità dichiara ufficialmente la fine della pandemia.

## Antefatti
Il 12 gennaio 2020, l'Organizzazione mondiale della sanità (OMS) ha confermato che un nuovo coronavirus era la causa di una malattia respiratoria in un gruppo di persone nella città di Wuhan, nella provincia di Hubei, in Cina, che erano inizialmente arrivate all'attenzione dell'OMS il 31 dicembre 2019.
Il tasso di mortalità per COVID-19 è stato molto inferiore a quello della SARS del 2003, ma la trasmissione è stata significativamente maggiore, con un significativo numero di morti totali.

## Cronologia
In seguito all'individuazione del primo caso a Tromsø, il caso è stato sottoposto a isolamento volontario presso la sua casa il 26 febbraio 2020, l'Istituto norvegese di sanità pubblica annuncia che altre tre persone sono confermate positive per SARS-CoV-2: due di loro vivono a Oslo e sono legati alla pandemia di COVID-19 in Italia, l'altro vive a Bærum ed è legato alla pandemia di COVID-19 in Iran.
Al 1º marzo, sono stati confermati un totale di 19 casi e il direttore dell'ospedale Ullevål di Oslo riferisce che più di 100 persone sono potenzialmente in contatto con un membro del personale infetto. Il numero di casi è stimato a 56 il 4 marzo, tutti legati a focolai noti all'estero.
A partire dal 10 marzo, il numero di casi confermati in Norvegia aumenta a 400 e un numero crescente di questi casi non può essere rintracciato per viaggi all'estero o per chiunque sia noto per essere infetto, indicando che la trasmissione comunitaria è iniziata in Norvegia.
Il 12 marzo, il primo ministro Erna Solberg annuncia che è morta la prima persona anziana con un rapporto ufficiale di 810 casi rilevati. Il re Harald V e la regina Sonja, in visita di Stato in Giordania la settimana precedente, sono confinati nelle loro case come parte delle nuove misure governative per limitare la diffusione del virus. La Direzione norvegese della sanità e l'Istituto norvegese di sanità pubblica raccomandano quindi di annullare o ritardare tutti gli eventi con più di 500 partecipanti. 
A oggi la Norvegia è uno dei paesi del mondo che ha saputo gestire meglio l'emergenza collegata alla pandemia. Il successo norvegese è imputabile a vari fattori, secondo quanto riportato dalla stampa italiana: senz’altro ha contribuito il forte senso civico della maggioranza dei cittadini; decisive poi le severe misure di lockdown, ispirate a quanto fatto in Danimarca; inoltre la Norvegia è meno densamente popolata di molti paesi europei.